# Dryopteris mindshelkensis
La felce di Villars (Dryopteris mindshelkensis Pavlov) è una felce appartenente alla famiglia delle Dryopteridaceae.
Il nome della specie è un omaggio al botanico Dominique Villars (1745-1814).

## Descrizione
Pianta perenne, poco comune, dalle foglie (lunghe 2 - 13 dm) coriacee, 2-pennatosette, con ghiandole giallastre sparse; lamina a contorno lanceolato: elementi di 1º ordine addensati e perpendicolari all'asse fogliare delle foglie composte (rachide), con lobi più o meno uniti alla base; squame brunaste presenti sul picciolo.
Sprifica da luglio a settembre.

## Distribuzione e habitat
È una specie orofita sud-europea, presente sulle catene montuose dell'Europa meridionale, dalla penisola iberica alle Alpi, ai Balcani e al Caucaso). In Italia la sua presenza è limitata alle regioni centro-settentrionali.
Si trova sulle rupi boschive e nei macereti fino a 2500 m di altitudine.